# Antanas Smetona
Antanas Smetona (Ukmergė, 10 de agosto de 1874 – Cleveland, 9 de janeiro de 1944) foi um intelectual, jornalista e político lituano. Ele serviu como o 1° Presidente da Lituânia de 1919 a 1920 e mais tarde como chefe de Estado autoritário de 1926 até a ocupação soviética da Lituânia em 1940. Referido como o "Líder da Nação" durante sua presidência,  Smetona é reconhecido como uma das figuras políticas lituanas mais importantes durante o período entreguerras, e um proeminente ideólogo do nacionalismo lituano e do movimento de renascimento nacional. 
Nascido em uma família de agricultores na vila de Užulėnis, província de Kovno, Smetona demonstrou um grande interesse pela educação e pela identidade cultural lituana desde cedo. Ele frequentou oGinásio de Palanga e mais tarde se formou no Ginásio de Jelgava. Ele cursou o ensino superior na Universidade Imperial de São Petersburgo, onde estudou direito e se envolveu em movimentos nacionalistas e culturais. Durante esse período, ele contribuiu para a imprensa lituana, defendendo a autodeterminação nacional e a preservação da cultura lituana sob o domínio imperial russo. Depois de concluir seus estudos, ele trabalhou como professor e jornalista, tornando-se um dos principais líderes intelectuais do Renascimento Nacional Lituano.
A Revolução Russa de 1917 e o subsequente colapso do Império Russo proporcionaram uma oportunidade crucial para Smetona e outros líderes lituanos buscarem a independência nacional. Como membro do Conselho da Lituânia, ele foi fundamental na elaboração e assinatura do Ato de Independência em 16 de fevereiro de 1918, que proclamou a restauração de uma Lituânia independente. Durante o período entreguerras, Smetona emergiu como uma figura política proeminente, servindo como o primeiro presidente e mais tarde assumindo o poder em um golpe de estado em 1926. Sob sua liderança, a Lituânia seguiu uma política de neutralidade e passou por um desenvolvimento econômico e cultural significativo, apesar dos desafios impostos pela instabilidade regional e pela ascensão de regimes autoritários na Europa.
Depois que a União Soviética ocupou a Lituânia em 1940, Smetona fugiu para a Alemanha e depois para os Estados Unidos, onde viveu no exílio até sua morte em Cleveland, Ohio, em 1944. Seu legado continua sendo um tópico de debate entre historiadores. Enquanto alguns o veem como uma figura fundamental no estabelecimento da independência da Lituânia e na promoção da identidade nacional, outros criticam seu governo autoritário e a repressão à oposição política.

## Biografia
Smetona nasceu em 10 de agosto [Calend. juliano: 28 de julho] 1874 na aldeia de Užulėnis, Gubernia de Kovno, Império Russo, a uma família de agricultores, Jonas Smetona e Julijona Kartanaitė – antigos servos da Mansão Taujėnai, que pertencia à família Radziwiłł.   O pesquisador Kazimieras Gasparavičius traçou a ancestralidade patrilinear de Smetona até Laurentijus, que nasceu por volta de 1695 e viveu perto de Raguva.  Smetona foi a oitava de nove filhos.  Seus pais eram pessoas trabalhadoras que conseguiram dobrar os 5 hectares que herdaram.  Seu pai era alfabetizado e Smetona aprendeu a ler em casa. 

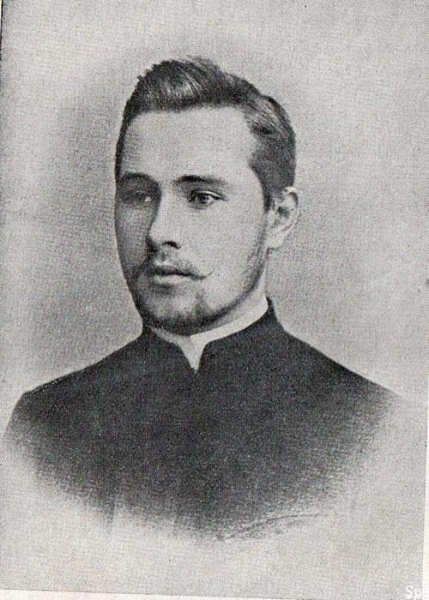
Smetona como estudante da Faculdade de Direito da universidade

O pai de Smetona morreu em 1885, quando Smetona tinha apenas 11 anos e, apesar das dificuldades financeiras, um ano depois Smetona - o único de seus irmãos - foi enviado para a escola primária em Taujėnai, onde a instrução era em russo devido à proibição da imprensa lituana.  Este foi o pedido do seu pai moribundo.  Sua mãe esperava que Smetona se tornasse padre.  Após se formar em 1889, Smetona quis continuar seus estudos, mas os ginásios admitiam alunos apenas até os 12 anos e ele já tinha 15 anos. Por isso, ele foi forçado a estudar em privado em Ukmergė para recuperar o atraso e conseguir passar nos exames para entrar na quarta classe do ginásio.  No verão de 1891, ele tentou obter admissão no Ginásio de Liepāja enquanto seu irmão Motiejus trabalhava em uma fábrica em Liepāja.  Ele foi recusado e, em vez disso, inscreveu-se no Ginásio de Palanga, que não tinha restrições de idade.  Smetona era uma aluna exemplar (uma das duas melhores) e recebeu uma isenção de mensalidade. Como superintendente de um dormitório estudantil, ele também recebia moradia gratuita e conseguia se sustentar dando aulas particulares.  Três outros futuros signatários do Ato de Independência da Lituânia participaram do proginásio ao mesmo tempo: Steponas Kairys, Jurgis Šaulys e Kazimieras Steponas Šaulys.  Como Palanga ficava perto da Prússia Oriental, era mais fácil obter literatura lituana, que era proibida pelas autoridades czaristas. Smetona começou a ler periódicos e livros lituanos, incluindo uma história da Lituânia de Maironis . 
Após se formar em 1893, de acordo com os desejos de sua família, ele foi aprovado nos exames de admissão para o Seminário Diocesano Samogitiano em Kaunas.  No entanto, ele não sentiu grande vocação para o sacerdócio e matriculou-se no Ginásio de Jelgava, na Letônia. Este foi um centro cultural do Renascimento Nacional Lituano e atraiu muitos futuros líderes da cultura e da política lituana, incluindo Juozas Tūbelis e Vladas Mironas, que mais tarde se tornaram companheiros políticos de Smetona.  Em particular, a língua e a cultura lituanas foram abertamente promovidas pelo linguista Jonas Jablonskis, professor de grego, com quem Smetona desenvolveu uma estreita relação profissional.  Jablonskis visitou a aldeia natal de Smetona coletando dados sobre dialetos lituanos.  Smetona conheceu sua futura esposa, Sofija Chodakauskaitė, através de Jablonskis que o recomendou como tutor de seu irmão. 

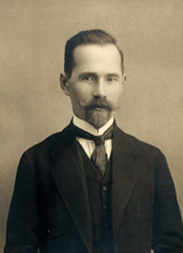
Retrato de Smetona tirado em Vilnius antes da Primeira Guerra Mundial

No outono de 1896, a administração do Ginásio de Jelgava obrigou os estudantes lituanos a recitar as suas orações em russo, enquanto os estudantes letões e alemães foram autorizados a usar as suas línguas nativas.  Smetona e outros estudantes recusaram e foram expulsos. Mais tarde, a maioria concordou em rezar em russo e foi readmitida, mas alguns que recusaram foram proibidos de frequentar qualquer outra escola.  Os estudantes enviaram petições ao Papa Leão XIII e a Ivan Delyanov, Ministro da Educação Nacional .  Smetona e dois outros, Jurgis Šlapelis [lt] e Petras Vaiciuška, conseguiram uma audiência com Delyanov, que permitiu que os lituanos rezassem em latim e que os estudantes expulsos continuassem a sua educação.  Smetona não retornou a Jelgava e terminou no Ginásio nº 9 em São Petersburgo. 
Após se formar em 1897, Smetona ingressou na faculdade de direito da Universidade de São Petersburgo. Ele estava mais interessado em história e línguas, mas sabia que, como católico, suas opções se limitavam a padre, advogado ou médico, se quisesse trabalhar na Lituânia.  São Petersburgo, com uma conexão ferroviária direta com a Lituânia, estava se tornando um centro cultural lituano. Smetona se juntou e presidiu uma organização secreta de estudantes lituanos. Mais tarde, ele foi sucedido por Steponas Kairys.  Ele também se juntou a um coro lituano liderado por Česlovas Sasnauskas, organista da Igreja de Santa Catarina.  Smetona foi exposto às ideias socialistas e até leu O Capital de Marx, mas rejeitou-as resolutamente.  Ele foi expulso da universidade, preso por duas semanas e deportado para Vilnius por participar dos protestos estudantis de fevereiro de 1899.  Foi a primeira vez que Smetona visitou a cidade, a capital histórica do Grão-Ducado da Lituânia, e isso deixou uma profunda impressão nele.  Um mês depois, ele foi autorizado a retornar à universidade. 
Em 1898, Smetona e seu colega de quarto, Vladas Sirutavičius [lt], usando um mimeógrafo, imprimiu cerca de 100 cópias de uma breve gramática lituana escrita por Petras Avižonis com base nos escritos em língua alemã de Friedrich Kurschat.  Essa gramática era insuficiente para as necessidades do lituano e, no verão de 1900, Jonas Jablonskis começou a trabalhar em sua gramática lituana. Ele foi assistido por Avižonis, Žemaitė e Smetona, embora Smetona tenha editado principalmente obras do Bispo Motiejus Valančius.  A gramática foi publicada em 1901 e tornou-se uma obra fundamental no estabelecimento da língua lituana padrão.  No início de 1902, a polícia começou a investigar uma rede de contrabandistas de livros lituanos e invadiu o quarto de Smetona, onde encontrou diversas publicações lituanas proibidas. Ele foi preso no Castelo de Vyborg, mas conseguiu garantir a absolvição e se formar naquela primavera. 

## Atividades iniciais
Após se formar na universidade em 1902, ele se mudou para Vilnius e trabalhou no Banco de Terras de Vilnius até 1915. Tornou-se um participante ativo na vida cultural lituana e, até se tornar presidente em dezembro de 1926, dedicou uma quantidade substancial de tempo e esforço à imprensa lituana.  Dois anos depois, ele se casou com Sofija Chodakauskaitė na Igreja de São Rafael Arcanjo em Vilnius. 
Desde seus primeiros dias em Vilnius, Smetona se envolveu nas atividades de vários grupos nacionalistas lituanos e se juntou ao Partido Democrático Lituano, que ele representava no Grande Seimas de Vilnius. Mais tarde, ele foi eleito para seu Presidium. Em 1904 e 1907, ele fez parte da equipe do jornal lituano, Vilniaus žinios (Notícias de Vilnius). Em 1905-1906, ele editou o semanário Lietuvos ūkininkas (O Fazendeiro Lituano). Em 1907, Smetona e o Rev. Juozas Tumas-Vaižgantas fundaram um empreendimento para imprimir o jornal Viltis (A Esperança) e começaram a publicá-lo e distribuí-lo. Em Viltis, Smetona defendeu a unidade nacional. Ele também foi um dos fundadores da empresa Aušra (Amanhecer) para a publicação de livros lituanos, membro da Sociedade Lituana de Ajuda Mútua de Vilnius, da Sociedade Lituana de Aprendizados, das sociedades educacionais Vilniaus aušra (Amanhecer de Vilnius) e Rytas (A Manhã), da Sociedade de Arte Rūta e de muitas outras sociedades, e ensinou a língua lituana nas escolas de Vilnius. Em 1914, ele começou a publicar Vairas (O Leme), uma nova revista quinzenal. 

## Política

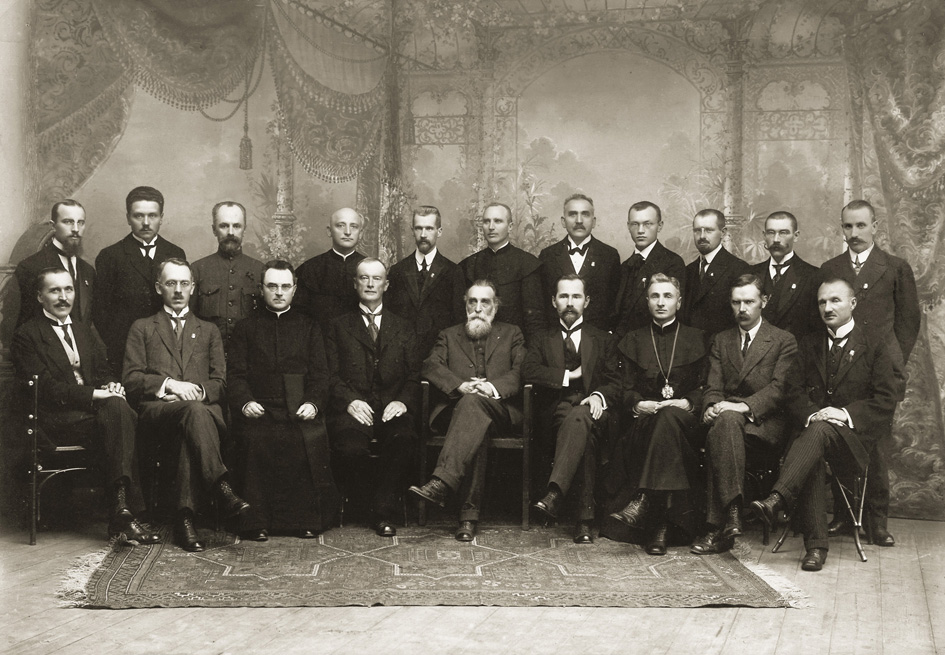
Smetona (primeira à direita do centro) no Conselho da Lituânia

Durante a Primeira Guerra Mundial, ele foi o primeiro vice-presidente, e mais tarde presidente, do Comitê Central da Sociedade Lituana para o Socorro aos Sofredores da Guerra. No verão de 1916, Antanas Smetona, juntamente com outros lituanos de Vilnius, apresentaram um memorando ao Comandante-em-Chefe alemão da Frente Oriental, no qual exigiam o direito da nação lituana de ter um Estado independente. Em 6 de setembro de 1917, ele começou a imprimir o jornal Lietuvos Aidas (Eco da Lituânia), trabalhando como seu editor e editor-chefe. Na primeira edição do jornal, Smetona escreveu que o objetivo mais importante da nação lituana era o restabelecimento de um estado lituano independente. 
Entre 18 e 22 de setembro de 1917, participou da Conferência Lituana em Vilnius e foi eleito presidente (1917-1919) do Conselho da Lituânia (mais tarde Conselho de Estado). Em 16 de fevereiro de 1918, Antanas Smetona assinou o Ato de Independência da Lituânia. 
Entre dezembro de 1918 e março de 1919, ele viveu principalmente na Alemanha e nos países escandinavos, solicitando empréstimos para a causa da independência da Lituânia. Em 4 de abril de 1919, o Conselho de Estado da Lituânia elegeu Smetona o primeiro presidente da República da Lituânia. Em 19 de abril de 1920, a Assembleia Constituinte elegeu Aleksandras Stulginskis presidente. Não reeleito para Seimas, de 1921 a 1924, editou vários periódicos, incluindo Lietuvos balsas, Lietuviškas balsas e Vairas. 

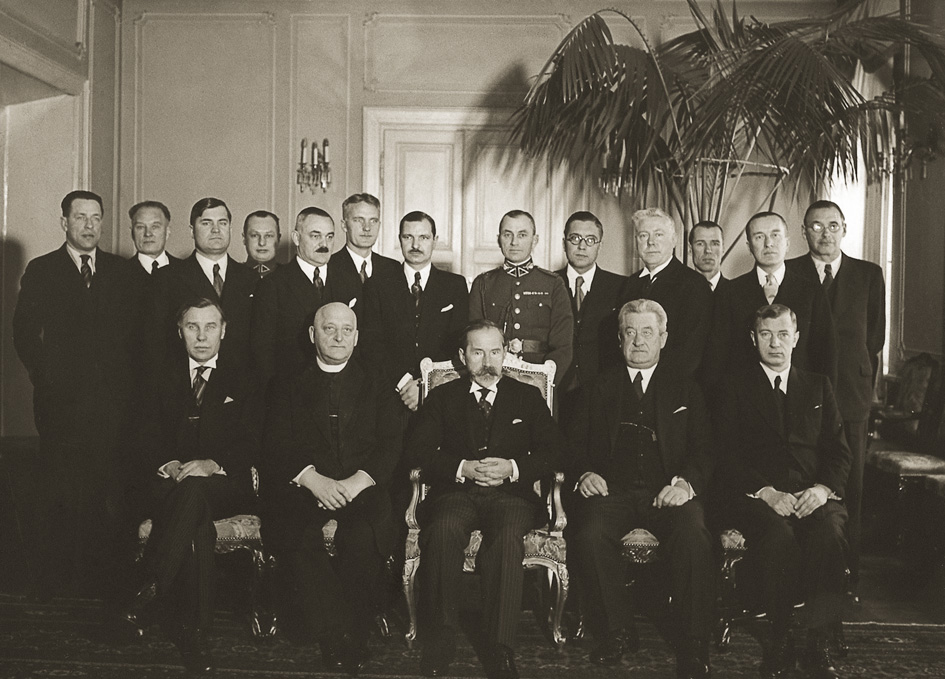
Smetona (centro) com ministros

Após a Revolta de Klaipėda de janeiro de 1923, em Memelland, que havia sido separada da Alemanha, ele foi nomeado comissário em 20 de fevereiro, mas, devido a desentendimentos com o primeiro-ministro Ernestas Galvanauskas, renunciou ao cargo. 
Entre 1923 e 1927, foi professor assistente na Universidade da Lituânia – primeiro na cadeira de teoria e história da arte e depois no departamento de filosofia. Ele deu palestras sobre ética, filosofia antiga e linguística lituana. Em 1932, ele recebeu um doutorado honorário na Universidade Vytautas Magnus. 
Smetona participou da atividade da União dos Fuzileiros Lituanos que organizou a Revolta de Klaipėda, o que lhe deu maior reconhecimento de nome. Mais de uma vez, ele foi eleito para seu conselho central. Entre 1924 e 1940, foi vice-presidente do conselho do Banco Internacional. 

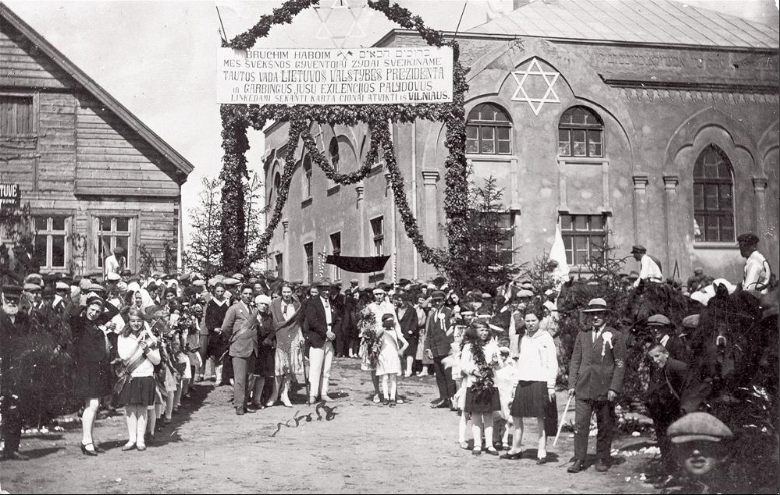
Judeus lituanos em Švėkšna recebendo o presidente lituano Smetona e seus companheiros sob uma bandeira em lituano e hebraico e desejando vir de Vilnius na próxima vez (1928)

Smetona era conhecido por sua postura tolerante em relação aos judeus e seus oponentes radicais o apelidaram de "Rei Judeu".   Sob o governo de Smetona na Lituânia, nenhuma lei antijudaica foi aprovada e altos funcionários lituanos, incluindo ministros, não fizeram publicamente declarações antijudaicas.  Smetona não considerava os judeus como estrangeiros, mas como cidadãos lituanos de nacionalidade estrangeira e ele próprio agiu contra os atos antissemitas com as suas declarações, que mais tarde foram seguidas por ações de instituições governamentais (por exemplo, censura).  Os tribunais lituanos, os comandantes de guerra e a polícia lituana puniram severamente os participantes de ataques físicos antijudaicos ou de quebra de janelas de judeus (os culpados foram punidos com multas, presos ou mesmo enviados para prisões de trabalhos forçados).  Além disso, o Governo da Lituânia também não tolerou ataques antijudaicos e puniu severamente os seus participantes, especialmente os activistas.  Consequentemente, os judeus eram amplamente simpáticos a Smetona e ao seu governo.  Entretanto, seu regime não tolerava insultos do governo alemão e reprimia ativamente suspeitos de comunismo. Por exemplo, em 1934, o Ministério da Defesa Nacional da Lituânia aprovou uma ordem aos comandantes dos condados para "punir severamente todos aqueles que insultam o Governo Alemão de qualquer forma, bem como aqueles que agitam deliberadamente contra os judeus lituanos; para suprimir a actividade de todas as organizações judaicas que parecem estar sob a cobertura comunista ou sucumbir à influência comunista". 

### Presidente autoritário
"Os poloneses roubaram a história da Lituânia, agora os russos estão tentando roubá-la, temos que pegar esses ladrões pela mão e mostrá-los sob uma luz real para o mundo inteiro."

— Antanas Smetona.

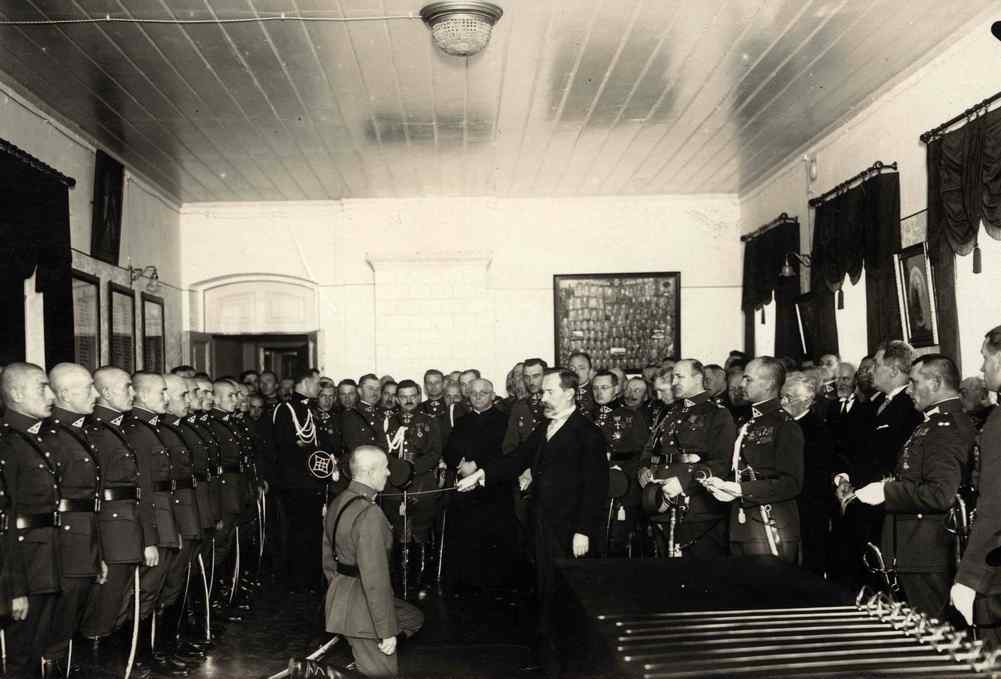
Smetona iniciando soldados nas Forças Armadas Lituanas

Smetona foi um líder do golpe de estado de 1926 que depôs o presidente Kazys Grinius. Ele se tornou presidente novamente em 19 de dezembro daquele ano (dois outros ocuparam brevemente o cargo durante o golpe, que começou em 17 de dezembro, antes de Smetona ser formalmente restaurado à presidência). Ele designou Augustinas Voldemaras como primeiro-ministro. Um ano depois, ele dissolveu o parlamento e em 15 de maio de 1928, com a aprovação do governo, ele promulgou uma nova constituição com poderes presidenciais mais amplos. Em 1929, ele removeu Voldemaras e assumiu poderes ditatoriais. Ele foi reeleito presidente em 1931 e 1938, ambas as vezes como candidato único. Ele permaneceu no cargo até 15 de junho de 1940. 

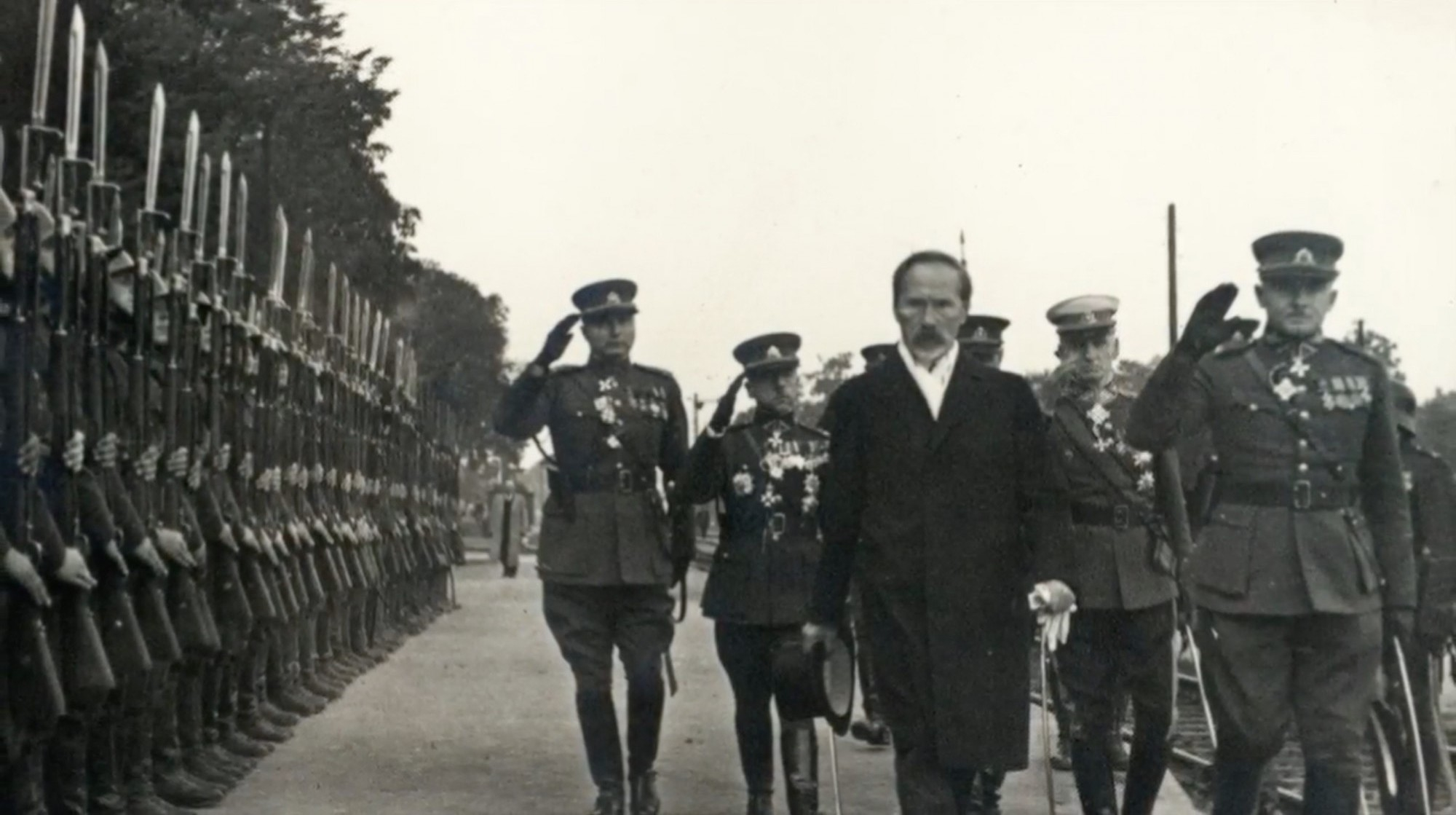
Smetona inspeciona os soldados das Forças Armadas Lituanas

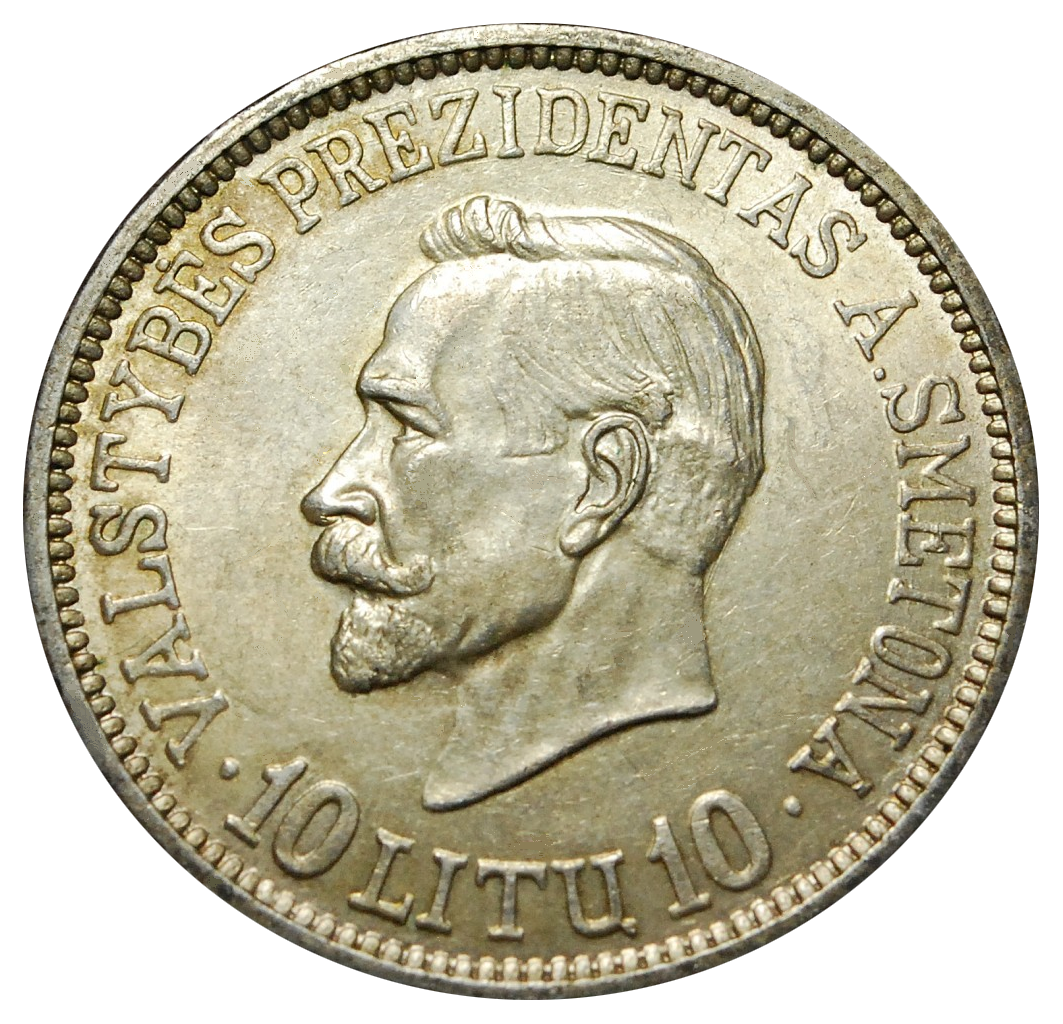
Moeda de 10 litas do período entreguerras com o presidente Smetona, do escultor pré-guerra Juozas Zikaras

A constituição de Smetona conferiu ao presidente poderes executivos e legislativos quando o Seimas não estava em sessão. O Seimas não foi convocado novamente até as eleições parlamentares lituanas de 1936; na década seguinte, Smetona governou por decreto, sem parlamento, tornando seu regime, no papel, um dos mais arbitrários do mundo. Mesmo quando o Seimas foi convocado novamente, ele era composto inteiramente por adeptos de Smetona; Smetona, portanto, efetivamente manteve todo o poder de governo na nação. Em 1938, uma terceira constituição foi promulgada, mantendo o caráter autoritário geral do documento de 1928 e declarando que o poder político no estado era "indivisível". 
O regime prendeu e aprisionou repetidamente membros do já proibido Partido Comunista – como em quase todas as ditaduras europeias do entreguerras, a alegada ameaça do comunismo era a fonte da sua legitimidade e o regime executou a liderança original, cinco dias após chegar ao poder.  No entanto, apesar da propaganda de que os comunistas eram uma "força não lituana que invadia o país", eles continuaram a operar na clandestinidade com um número crescente de membros e hoje sabe-se que os seus líderes eram etnicamente lituanos. 
Em 1935, Smetona sofreu um golpe quando os agricultores do sudeste da Lituânia organizaram uma greve  e se recusaram a vender seus produtos. As represálias resultaram em cinco mortes e na prisão de 456 agricultores. Isto exacerbou tensões de longa data no seu regime entre os radicais que defendiam um controlo autoritário mais rígido sobre a vida lituana e os moderados que queriam a liberalização.  Essas dificuldades, no entanto, já estavam sendo ofuscadas pela ameaça da Alemanha nazista. O regime de Smetona foi o primeiro na Europa a levar os nazis a julgamento: já em 8 de Fevereiro de 1934, foram tomadas medidas contra os nazis na região de Memel, que era autónoma na Lituânia.  O julgamento do regime de Smetona de Ernst Neumann e Freiherr von Sass (julho de 1934 a março de 1935) foi a primeira tentativa de levar os nazistas à justiça e viu 76 hitleristas presos e quatro condenados à morte  – embora esta tenha sido comutada para prisão perpétua.   Em 1938, no entanto, Memel estava a tornar-se uma questão difícil para um regime que gastava um quarto do seu orçamento na defesa e na dispendiosa modernização do exército,  e os nazistas conseguiram ganhar 26 dos 29 lugares nas eleições. No ano seguinte, Smetona entregou Memel a Hitler e declarou estado de emergência  – ele nunca perdeu o seu desgosto por Hitler e pelo nazismo, tendo ficado tão desacreditado pela perda de Memel que membros da oposição política lituana foram nomeados para o seu gabinete  para tentar recuperar a credibilidade e a estabilidade interna.

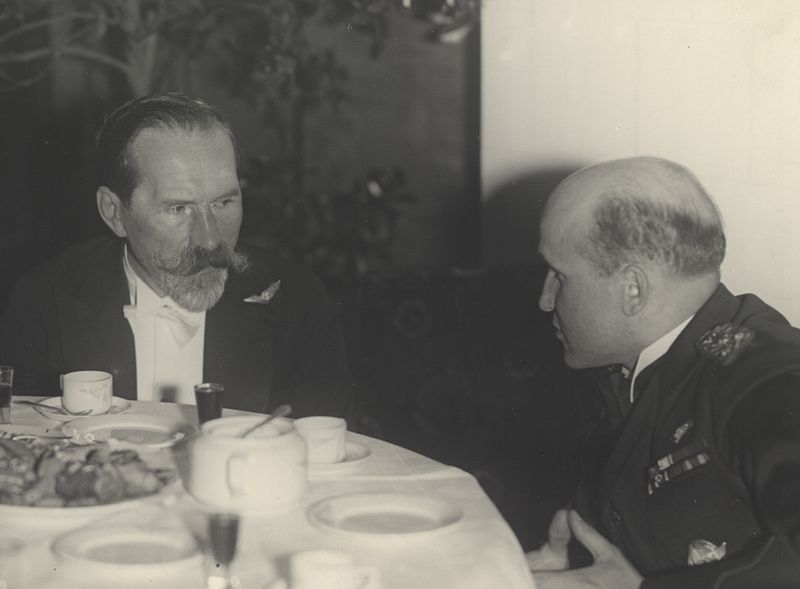
Smetona com Antanas Gustaitis, conhecido pelas aeronaves ANBO lituanas

O governo de Smetona era cauteloso em relação à industrialização, pois sua base de apoio estava na população rural dominante. Como ditador, Smetona não fez nada para encorajar o investimento estrangeiro directo, que permaneceu extremamente limitado durante o seu mandato.  No entanto, durante a ditadura de Smetona, a Lituânia avançou economicamente: a produção industrial — direcionada principalmente para a demanda interna — quando ele foi deposto pela invasão soviética era o dobro do que era antes do golpe que o levou ao poder, e a rede de transporte do país foi muito melhorada pela construção de ferrovias de Šiauliai a Klaipėda e de Kaunas ao sul e nordeste. Em contraste, Smetona foi mais generosa no apoio ao sector agrícola, que na altura fornecia quase todas as exportações da Lituânia, apesar de ocasionalmente protestar contra o regime. 

### Ocupação soviética
A Lituânia foi ocupada pelos soviéticos em 1940 como consequência do Pacto Molotov-Ribbentrop de 1939 entre a Alemanha Nazista e a União Soviética. Depois que a URSS apresentou um ultimato à Lituânia em junho daquele ano, Smetona propôs resistência armada contra os soviéticos.  mas a maioria dos comandantes do governo e do exército acreditava que o país não era capaz de uma resistência eficaz com tropas soviéticas estacionadas na Lituânia  .  Em 15 de junho, Smetona transferiu suas funções presidenciais ao primeiro-ministro Antanas Merkys interinamente, de acordo com a constituição. Antes de deixar o palácio presidencial, Smetona disse: "Não quero fazer da Lituânia um país bolchevique com minhas próprias mãos". Ele acreditava que, ao deixar o país, estaria em posição de fazer mais pelo país, liderando um governo no exílio, em vez de se tornar um fantoche soviético.  Primeiro ele fugiu para a Alemanha com sua família. Pouco depois, os Smetonas fugiram para a Suíça. 
Um dia depois de Smetona deixar o país, Merkys anunciou que o havia deposto e agora era presidente. Dois dias depois, Merkys foi pressionado a nomear o mais flexível Justas Paleckis como primeiro-ministro e renunciar. Paleckis então se tornou presidente interino e foi usado como um fantoche para supervisionar os estágios finais da incorporação da Lituânia à União Soviética um mês depois.
Desde que a Lituânia declarou independência da União Soviética em 1990, o país assumiu a posição de que a tomada da presidência por Merkys foi ilegal e inconstitucional, já que Smetona nunca renunciou formalmente. A Lituânia, portanto, não reconhece Merkys ou Paleckis como presidentes legítimos e alega que todas as ações subsequentes que levaram à anexação soviética foram ipso facto nulas. 

## Exílio
"Não quero bolchevizar a Lituânia com as minhas próprias mãos."

— Antanas Smetona, sobre seus motivos para deixar a Lituânia quando seu pedido de resistência militar contra os soviéticos foi rejeitado por ser impossível.
Na manhã de 15 de junho, logo após o governo decidir aceitar o ultimato soviético, Smetona fez preparativos apressados para fugir do país. Ele estava acompanhado de sua esposa, seu filho e sua filha e seus cônjuges e filhos, Kazys Musteikis, ex-ministro da Defesa, e dois ajudantes presidenciais. Smetona partiu de Kaunas por volta das 15h naquele dia.  Eles pararam em Kybartai, na fronteira com a Alemanha Nazista. Smetona e Musteikis tentaram convocar o 9º Regimento de Infantaria de Marijampolė para protegê-los e oferecer pelo menos uma resistência simbólica ao Exército Vermelho, mas o regimento foi interrompido por uma delegação enviada de Kaunas para resgatar o presidente.  Smetona decidiu cruzar a fronteira sem demora, mas os guardas de fronteira lituanos não o deixaram passar. Por volta da meia-noite, um homem local conduziu Smetona, seu guarda-costas e ajudante através do riacho raso de Liepona.  Com Smetona já do outro lado, sua família conseguiu convencer os guardas de fronteira a deixá-los passar por volta das 6h. 

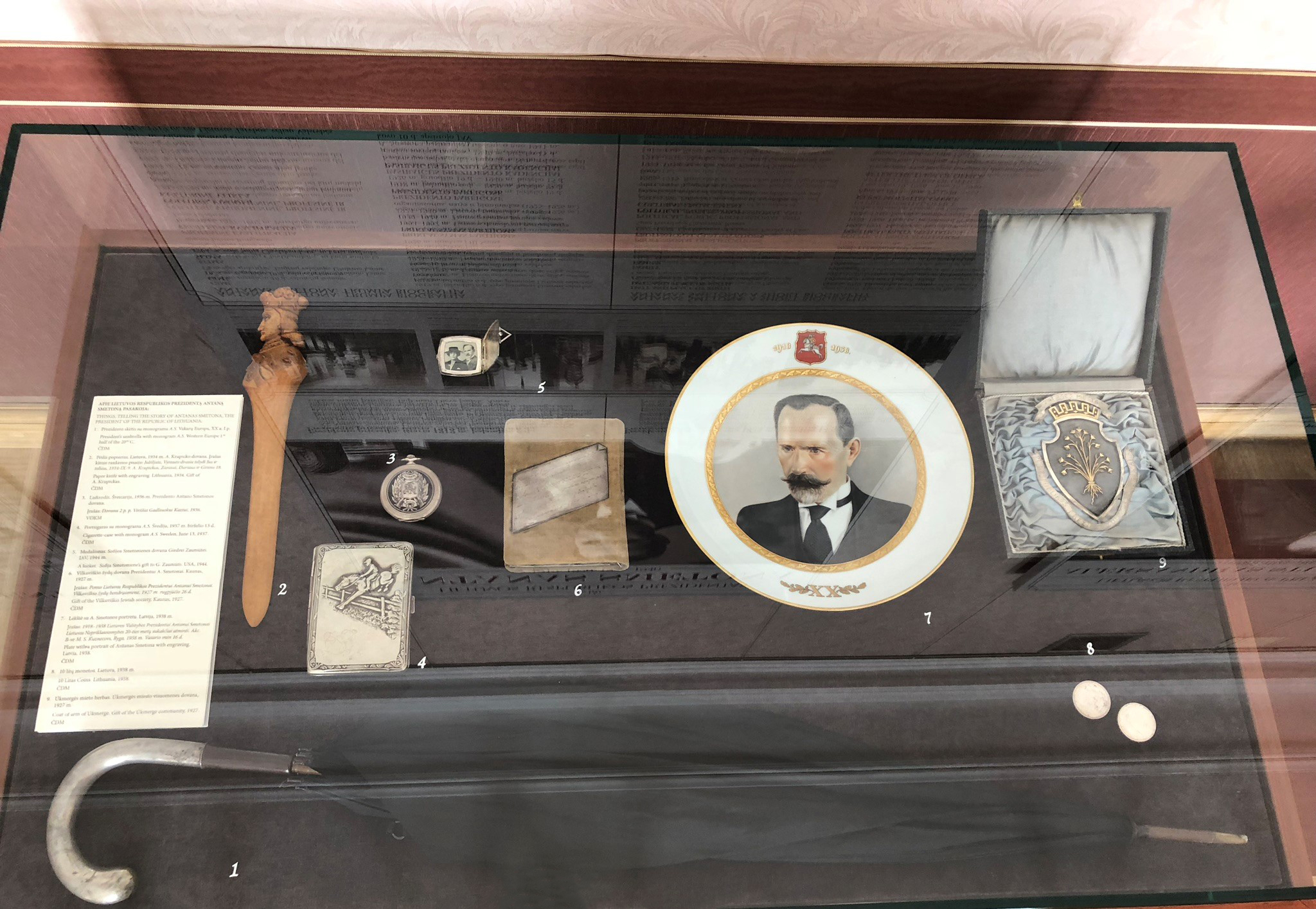
Guarda-chuva presidencial com monograma A.S., medalhão com sua esposa Sofija Smetonienė, prato com a foto de Smetona, relógio suíço

Do lado alemão, Smetona foi recebido por Heinz Gräfe [de], um oficial da Gestapo. Via Königsberg, os refugiados foram transferidos para um pavilhão de caça perto de Święcajty [pl] (Schwenzait) lago no distrito dos lagos da Masúria.  Em 17 de agosto, Smetona recebeu permissão para se mudar para Berlim, onde se estabeleceu na Rankestraße [de]. Lá, ele foi cuidadosamente supervisionado e autorizado a se comunicar apenas com o representante lituano, Kazys Škirpa.  Os alemães não permitiram que ele fizesse qualquer movimento político para não perturbar a União Soviética. Ficou claro que a presença de Smetona não era desejável.  Em 4 de setembro, Smetona apresentou oficialmente uma petição à Embaixada dos Estados Unidos em Berlim para obter vistos para os EUA.  O pedido foi concedido, mas apenas com a condição de que, enquanto Smetona estivesse nos EUA, ele não fosse considerado líder ou representante de nenhum estado ou governo.  Foi uma condição humilhante, mas Smetona aceitou e partiu para Berna, Suíça, em 18 de setembro.  Musteikis ficou em Berlim. 
Em Berna, Smetona se encontrou com membros do Serviço Diplomático Lituano, embaixadores e diplomatas que continuaram a representar a Lituânia pré-ocupação. Eles esperavam estabelecer um governo no exílio por meio do Comitê Nacional presidido pelo ex-primeiro-ministro Ernestas Galvanauskas. Smetona não viu necessidade de tal comitê e criticou a escolha de Galvanauskas. Os diplomatas não foram receptivos a Smetona – ele não tinha fundos, autoridade ou influência política.  No entanto, Smetona assinou a chamada Lei Kybartai – um documento retroativo supostamente escrito em Kybartai antes do seu exílio.  A lei demitiu Antanas Merkys e nomeou Stasys Lozoraitis como primeiro-ministro e presidente interino. Este documento controverso nunca foi usado na prática.
Smetona partiu de Berna para Lisboa em janeiro de 1941. Hospedou-se no Monte Estoril na Pensão Zenith.  Partiu para o Brasil a bordo do Serpa Pinto, chegando ao Rio de Janeiro em 14 de fevereiro.  Ele foi recebido por autoridades locais e emigrantes lituanos, e teve um encontro com Getúlio Vargas, o presidente do Brasil.  Smetona partiu do Brasil em 26 de fevereiro. Em 9 ou 10 de março de 1941, Smetona e sua esposa chegaram a Nova York no SS Argentina.  Ele foi recebido por cerca de 30 jornalistas e fotógrafos americanos, bem como representantes lituanos-americanos. Ele foi escoltado até o hotel The Pierre, onde uma festa noturna com cerca de 400 convidados foi realizada em 13 de março.  Como Smetona era um indivíduo privado nos Estados Unidos, a reunião não incluiu nenhum membro de organizações norte-americanas. 
Eles viveram temporariamente na Embaixada da Lituânia em Washington, D.C, mas seu relacionamento com o representante Povilas Žadeikis era tenso. Smetona então morou em Pittsburgh e Chicago antes de se estabelecer em Cleveland em maio de 1942 com a família de seu filho. Durante o exílio, ele começou a trabalhar na história da Lituânia e em suas memórias. 

## Morte e sepultamento

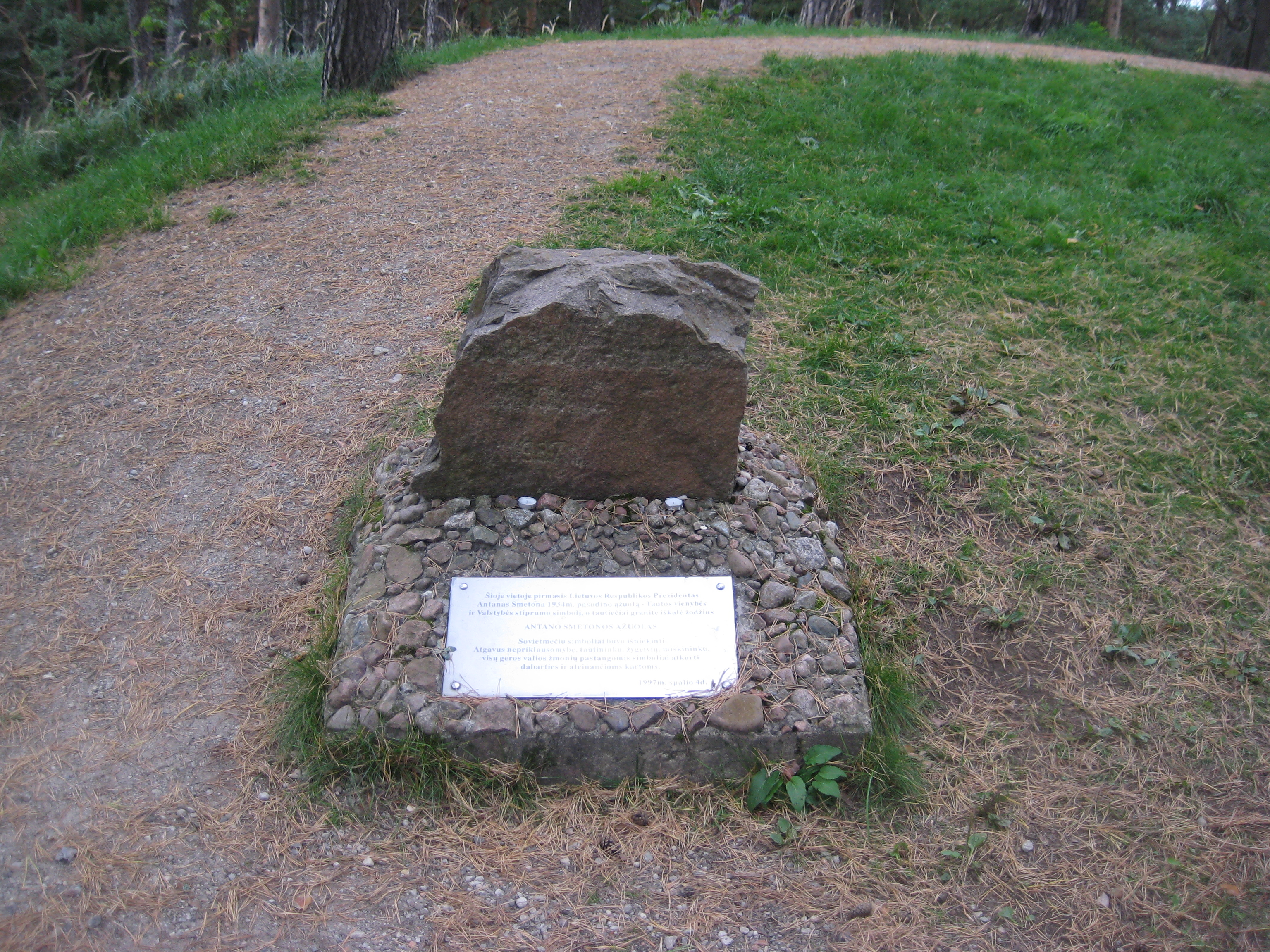
Uma pedra memorial de Smetona em Ginučiai, Lituânia

Enquanto Smetona estava ocupado escrevendo, ele prestou pouca atenção ao fato de que o sistema de aquecimento da casa de seu filho precisava de reparos e estava se tornando perigoso. Em 28 de outubro de 1943, Smetona escreveu:
Anteontem à noite, os vapores do carvão me deixaram tonto. Eu não conseguia pensar claramente. Agora estou completamente recuperado.
Em 9 de janeiro de 1944, ocorreu um incêndio na casa. O filho de Smetona, Júlio, notou o incêndio enquanto estava no primeiro andar. Acima dele, na suíte do sótão, Smetona e sua esposa Sofija avistaram a fumaça entrando por baixo da porta. Sofija abriu a porta e ela e Smetona começaram a descer as escadas. Smetona, aparentemente, decidiu que não poderia sair sem um casaco – ele estava se recuperando de uma gripe e daria uma palestra nas próximas semanas – e, sem dizer nada à esposa, voltou para pegar seu casaco de pele. Bastou alguns minutos para que ele fosse dominado pela fumaça. Julius tentou retornar ao prédio em chamas para salvar seu pai, mas foi forçado a sair pela fumaça e pelo fogo. Smetona foi encontrada caída no chão da cozinha, no segundo andar do apartamento de Julius. Ele não foi queimado. 
Os bombeiros levaram Smetona para fora e ele foi levado às pressas para o hospital de ambulância. Ele morreu antes de chegar. 
O registro oficial disse que o incêndio foi causado por uma fornalha superaquecida. Alguns acreditam, no entanto, que devido às contínuas atividades políticas de Smetona, o incêndio foi iniciado pelo Serviço de Inteligência Russo (chamado NKGB na época). Como não surgiram evidências nos anos subsequentes para comprovar essa afirmação, ela é, no entanto, duvidosa. 
Em 13 de janeiro, o funeral do presidente Smetona ocorreu na Catedral de São João Evangelista, em Cleveland. O bispo Edward F. Hoban oficiou. Smetona foi enterrado no Cemitério Calvary, em Cleveland. 
Sua esposa Sofija morreu em Cleveland em 28 de dezembro de 1968. 
O casal deixou sua filha, Marija Danutė Smetonaitė (1905–1992), filho Julius Rimgaudas Smetona (1913–1974) e filhos de Julius, Anthony Algirdas Smetona (1939–2012), Juozas Smetona (1940–1996) e Vytautas Julius Smetona (nascido em 1955). 
Em 1975, os restos mortais de Smetona foram transferidos do mausoléu do Cemitério Knollwood de Cleveland para uma cripta (Nº 103) ao lado de sua esposa Sofija no Cemitério All Souls em Chardon, Ohio. 